# 1674 en arts plastiques
| Années des arts plastiques : 1671 - 1672 - 1673 - 1674 - 1675 - 1676 - 1677    |
| Décennies des arts plastiques : 1640 - 1650 - 1660 - 1670 - 1680 - 1690 - 1700 |

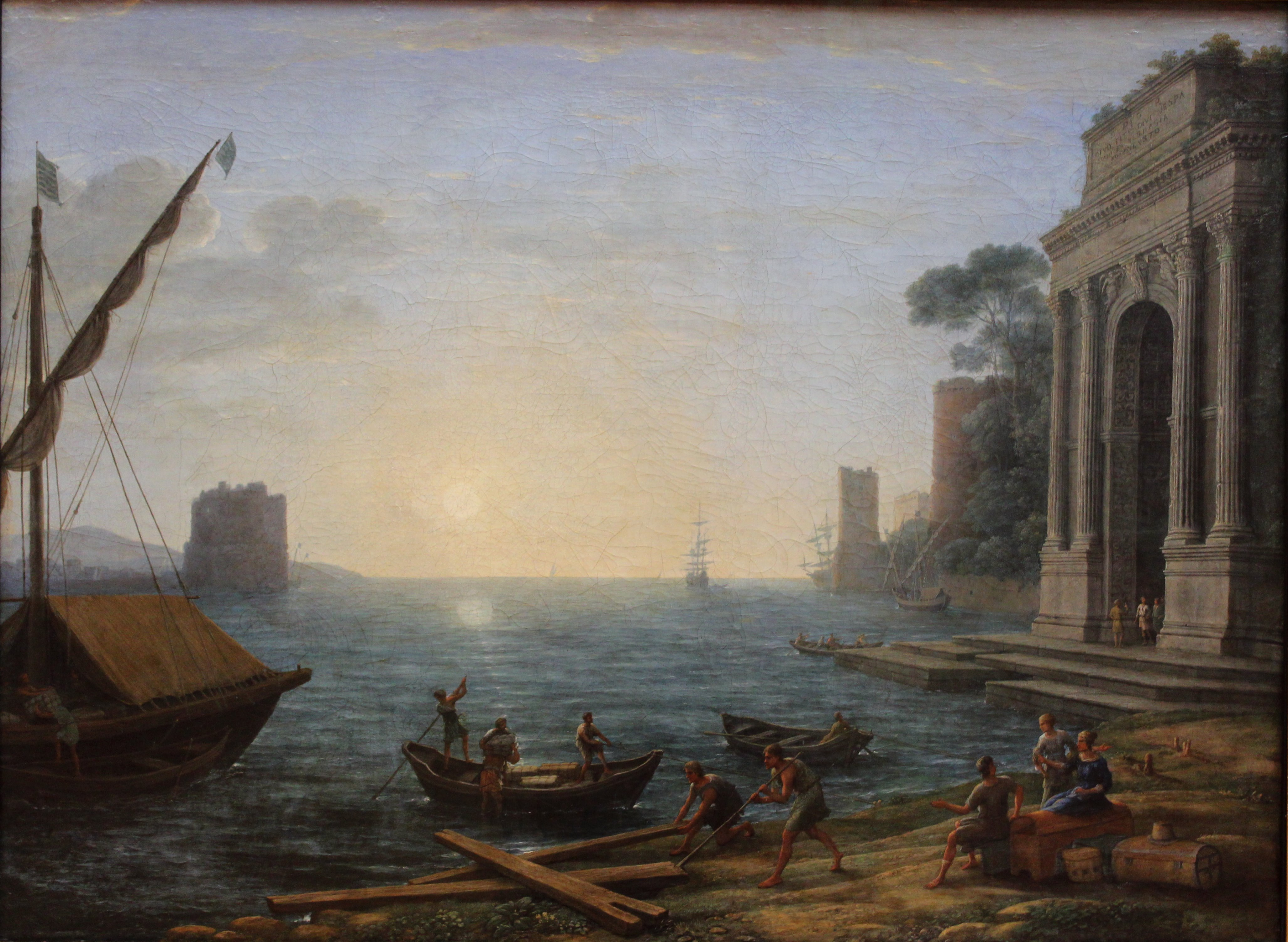
Port de mer au lever du soleil, toile de Claude Lorrain.

Cette page concerne l'année 1674 en arts plastiques.

## Naissances
- 2 janvier : Bernardino Fergioni, peintre italien († vers 1738),
- 18 janvier : Nicolas-Henri Tardieu, graveur français († 27 janvier 1749),
- 28 janvier : Jean Ranc, peintre français († 1er juillet 1735),
- 20 avril : Andrea dell'Asta, peintre baroque italien († octobre 1721),
- 28 juin : Pier Leone Ghezzi, peintre et caricaturiste italien († 6 mars 1755),
- 3 octobre : Giampietro Zanotti, peintre, poète et critique d'art italien († 28 septembre 1765),
- Date précise inconnue : 
  - Onofrio Avellino, peintre baroque italien de l'école napolitaine († 17 avril 1741),
  - Miguel Parelló, sculpteur espagnol († 1730).

## Décès
- 21 janvier : Cornelis Bisschop, peintre néerlandais (° 12 février 1630),
- 10 février : Leonard Bramer, peintre et dessinateur néerlandais (° 24 décembre 1596),
- ? juin : Jan Lievens, peintre et dessinateur néerlandais (° 24 octobre 1607),
- 18 juillet : Claudine Brunand, graveuse et dessinatrice française (° en décembre 1630),
- 30 juillet : Karel Škréta, peintre baroque bohémien (° 1610),
- 12 août : Philippe de Champaigne, peintre français d'origine brabançonne (° 26 mai 1602),
- 13 décembre : Chöying Dorje, 10e Karmapa, chef de la lignée karma-kagyu du bouddhisme tibétain, également peintre et sculpteur  (° 26 avril 1604),
- Date précise inconnue :
  - Charles Audran, graveur français (° 1594),
  - Pedro de Camprobín, peintre du siècle d'or espagnol (° 1605),
  - Jacob van Dorsten, peintre néerlandais (° 1645),
  - Johannes Lingelbach, peintre néerlandais (° 1622),
  - Tomás Yepes, peintre espagnol (° vers 1595).